# سیمون سولیناس
سیمون سولیناس (انگلیسی: Simone Solinas؛ زادهٔ ۳ مارس ۱۹۹۶) بازیکن فوتبال اهل ایتالیا است.
از باشگاه‌هایی که در آن بازی کرده‌است می‌توان به باشگاه فوتبال کالیاری اشاره کرد.